# Eligmodontia typus
Eligmodontia typus là một loài động vật có vú trong họ Cricetidae, bộ Gặm nhấm. Loài này được F. Cuvier mô tả năm 1837.